# 萨福克公爵夫人弗朗西丝·格雷
萨福克公爵夫人弗朗西丝·格雷（英語：Frances Grey, Duchess of Suffolk，1517年7月16日—1559年11月20日），出生時取名弗朗西丝·布兰登女爵（Lady Frances Brandon），是第一代薩福克公爵查爾斯·布蘭登与法国王太后、英格兰公主玛丽·都铎的第二个孩子、长女。她是九日女王简·格雷女爵的母亲，埃莉诺·布兰登女爵（Lady Eleanor Brandon， 1519年－1547年）、第一代林肯伯爵亨利·布兰登（Henry Brandon, 1st Earl of Lincoln，1523年－1534年）的姐姐。
她的祖父母是威廉·布兰登爵士（Sir William Brandon）和伊丽莎白·布鲁因（Elizabeth Bruyn）。她的外祖父母是英格兰国王亨利七世和他的王后约克的伊丽莎白。她的舅父是英格兰国王亨利八世，姨母是苏格兰王后玛格丽特·都铎。她强烈主张她应该继英格兰王位，并因此在1553年反对玛丽一世的继位而被捕。

## 早年生活及第一次婚姻
弗朗西丝童年时在母亲的照料下长大。她同舅母阿拉贡的凯瑟琳，即亨利八世的第一位王后的关系很亲近。她是表姐玛丽·都铎，即后来的女王玛丽一世的孩童时代的好友。玛丽反对1533年时亨利八世废除了他与其母凯瑟琳的婚姻，也不接受亨利八世第二任妻子安妮·博林为合法、不承认她是英格兰王后。
1533年时候，弗朗西丝得到舅舅亨利八世的允许与多西特侯爵亨利·格雷（Henry Grey, Marquess of Dorset）成婚。她的头两胎生了一个儿子及一个女儿均夭亡。后来的三个女儿是：
- 简·格雷女爵：1537年10月12日-1554年1月12日。
- 凯瑟琳·格雷女爵：1540年8月-1568年1月26日。
- 玛丽·格雷女爵：1545年-1578年4月20日。

弗朗西丝被认为是个精力充沛的女人，强势的妻子及母亲。她对财富及影响政治的嗜好使她乐于谋划政治。她在布拉盖特（Bradgate）有一个小型的都铎式宫殿。在她的两个弟兄都去世后，布兰登家族世袭的萨福克公爵的头衔被国王收回，然后被授予了弗朗西丝的丈夫作为一个新头衔。
她对她的女儿们寄予厚望，使她们同亨利八世的女儿玛丽公主及伊丽莎白公主，即后来的玛丽一世及伊丽莎白一世享有同等的教育水平。她的女儿与两位公主以平等的关系交往；格雷家的女儿们的生活甚至比两位公主的更奢华。

## 为女儿谋划
弗朗西丝的个性与女儿们迥异。她是个强硬的、唯物女性，绝不向“愚蠢的柔情”低头。相比之下，她的女儿们则是悠闲的、温和的、羞怯的，这些特质经常使她们的母亲恼火；最小的女儿玛丽有残疾，是个驼背的侏儒。弗朗西丝对女儿们有好有差并且辱骂。她在亨利八世的宫廷里很是活跃，并且与国王的第六任妻子凯瑟琳·帕尔（Catherine Parr）保持友好的关系。萨福克公爵亨利通过妻子与王后的友谊，使王后成为女儿的保护人。简·格雷因此可以和爱德华王子（后来的英格兰国王爱德华六世）交往。
1546年，神圣罗马帝国大使范德德尔夫特（van der Delft）写道，风传亨利八世看中了凯瑟琳·帕尔的好朋友萨福克公爵夫人凯瑟琳·威洛比（Catherine Willoughby），而将同凯瑟琳·帕尔离婚。凯瑟琳·威洛比是弗朗西丝的继母。作为亨利八世的后代的王位优先继承者，此举将会把弗朗西丝提升至更有影响力的地位。
亨利八世于1547年1月28日去世，爱德华继位。简·格雷跟随王太后凯瑟琳·帕尔迁往新住处。她很快成为年轻的国王核心集团的一员。爱德华六世未婚、无嗣，弗朗西丝现在是英格兰王位的第三继承人，排在玛丽公主及伊丽莎白公主之后。她的女儿也排在王位继承的序列里，简、凯瑟琳和玛丽分列王位继承顺序的第四、第五和第六位。这种情况是不考虑亨利八世的姐姐玛格丽特·都铎的子女作为王位继承人，玛格丽特的后代是苏格兰王室成员的，而实际上后来也确实是她的后代继承了英格兰王位。
同时凯瑟琳·帕尔与海军大臣第一代休德利的西摩男爵托馬斯·西摩结婚。简再次随王太后迁往新居。弗朗西丝开始与丈夫及西摩男爵谋划爱德华六世与简·格雷成婚，格雷家族将对国王有更大影响力，婚姻带来的子嗣将会是格雷家的成员。西摩男爵暗中削弱他的哥哥、护国公第一代萨默塞特公爵爱德华·西摩，并有所效果。爱德华·西摩想在法国国王弗朗索瓦一世及神圣罗马帝国皇帝查理五世的女儿间为国王寻找一位王后。
1548年8月30日，凯瑟琳·帕尔生下了女儿玛丽·西摩女爵。分娩引起的并发症使她于同年9月7日去世。弗朗西丝不信任西摩男爵独自照管她的大女儿简·格雷，并把她召回家。另一方面，西蒙男爵也在向格雷家族施压，说他仍是简的保护人并且简应该回去。格雷家族最后让步，简回到了西摩家族，搬进了凯瑟琳·帕尔后来用的房间。
西蒙仍计划说服爱德华六世迎娶简。但是国王变得不信任他的两个舅舅。西摩变得越来越不顾一切，他侵入了国王的寝宫，企图劫持国王，并射杀了试图保护国王的狗。这个不妥当的尝试最终仅仅导致了西摩于1549年3月10日被处死。
格雷家最终使枢密院相信他们与西摩的阴谋无关。简又被召回了家里。格雷家族完全失去了把简嫁给国王的希望。他们打算将简嫁给第一代赫特福德伯爵爱德华·西摩（Edward Seymour, 1st Earl of Hertford），他是护国公和安妮·斯坦诺普（Anne Stanhope）的儿子。然而，护国公失势被第一代諾森伯蘭公爵約翰·達德利所取代。格雷家不久就宣称他们支持新护国公。最终他们安排简与护国公的小儿子吉尔福德·达德利结婚。简开始拒绝这个安排，但后来在弗朗西丝粗暴的劝服下屈从了。

## 女王的母亲
婚礼于1553年5月15日举行。诺森伯兰脑子里有一个巨大的阴谋。爱德华六世行将驾崩，盘算着王位继承的问题。年轻的国王是圣公会的笃定信众，他的异母姐玛丽则是罗马天主教会的坚定的教徒。玛丽的继位将很有可能终止新教改革。诺森伯兰为快离世的国王拟定的遗嘱，以玛丽公主及伊丽莎白公主都是私生女为由而不能继位，因为亨利八世曾废除了与玛丽公主的母亲阿拉贡的凯瑟琳的婚姻及处死了伊丽莎白公主的母亲安妮·博林（尽管此时两位公主仍在王位继承序列里）。这将使弗朗西丝成为王位的直接继承人。弗朗西丝被劝说同意放弃继位权利并让给了简。王位这样就传给了简，以及今后她同吉尔福德生下的孩子（如果有）。
爱德华六世于1553年7月6日驾崩。简于7月10日被宣布为女王。弗朗西丝最终当上了女王的母亲。格雷家族和达德利家族给新女王施加了相当多的影响，并打算控制她。然而他们的成功只存在了几天。简被起义所废黜，由玛丽公主取而代之，玛丽于1553年7月19日登基，称英格兰女王玛丽一世。
诺森伯兰为他阴谋付出了生命的代价，他于8月22日或8月23日被处死。萨福克公爵亨利也被逮捕，但几日后被释放了。玛丽女王当然有能力饶恕她表妹夫，玛丽一旦完成加冕礼，也有意饶恕十六岁的简。
然而，接下来一年玛丽女王宣布她将要同西班牙国王菲利普二世结婚，随即在1554年1月25日，托马斯·怀亚特（Thomas Wyatt）发起反对玛丽女王的叛乱。
萨福克加入了叛乱，但后来被第二代亨丁顿伯爵弗朗西斯·黑斯廷斯（Francis Hastings, 2nd Earl of Huntingdon）所俘虏。2月叛乱失败。托马斯·怀亚特和简·格雷的父亲一起宣称要恢复简的女王地位。简因此也得准备死，并最终于1554年2月12日被斩首。简的父亲被判处叛国罪于11天后被处死。

## 宫廷生活
玛丽女王再次特别开恩饶恕了她的表妹弗朗西丝。她显然不想处死她孩童时代的朋友。弗朗西丝和她两个尚存的女儿被安排在宫廷里。玛丽女王强调要她们伴驾，蒙受恩宠但却在女王的监视之下。在女儿被斩首不到一个月，丈夫被处死三周后，弗朗西丝就再婚了，此事让英格兰宫廷上下极为震惊。1554年3月9日，弗朗西丝与御马监艾德里安·斯托克斯（Adrian Stokes, Master of the Horse，1532年-1586年11月30日）结婚。
他们生过三个孩子，但是全数夭亡：
- 伊丽莎白·斯托克斯（1554年11月20日），死产。
- 伊丽莎白·斯托克斯（1555年7月16日-1556年2月7日），与上一个孩子同名。
- 一个儿子（1556年12月），死产。

玛丽一世1558年11月17日驾崩，未留下子女，弗朗西丝的好运似乎也随之终结。伊丽莎白公主继位，称英格兰女王伊丽莎白一世。女王几乎没有理由信任一个从未接受她为亨利八世婚生子的表亲。她继续让弗朗西丝和她的女儿们留在宫廷，但是不再宠幸。
弗朗西丝在晚年的时候日益肥胖，她于1559年11月20日去世。她从未被伊丽莎白女王认可为继承人。她被安葬于威斯敏斯特大教堂。
在未得到到伊丽莎白女王的恩准情况下，弗朗西丝的女儿凯瑟琳·格雷嫁给了第一代赫特福德伯爵爱德华·西摩，即凯瑟琳的亡姐简·格雷曾经的追求者，此事引起了女王极大的不快。凯瑟琳和爱德华因此被监禁。尽管如此，他们仍设法生下了两个健康的男孩，其中之一的兒子博尚子爵愛德華·西摩的其中一位後代正是后来的女王伊丽莎白二世的母親伊麗莎白·鮑斯-萊昂祖先。

## 头衔
- 弗朗西丝·布兰登女爵（The Lady Frances Brandon）
- 弗朗西丝·格雷夫人（Lady Frances Grey）
- 多西特侯爵夫人弗朗西丝（Frances, Marchioness of Dorset）
- 萨福克公爵夫人弗朗西丝阁下（Her Grace, Frances, Duchess of Suffolk）
- 弗朗西丝·斯托克斯女爵（Lady Frances Stokes，作为公爵的女儿，她可以保留“女爵（Lady）”的称号，她丈夫的状态可以不用考虑）

## 剧作表现
- 弗朗西丝在剧作中最有名的表现是在电影Tudor Rose中，由玛蒂达·亨特扮演（Martita Hunt），简·格雷由女演员莎拉·克斯托曼（Sara Kestelman）扮演。

## 小说
- 作家艾莉森·韦尔（Alinson Weir）2007年的历史小说Innocent Traitor中，曾刻画了弗朗西丝。